# Pont des Invalides
Pont des Invalides je najnižji most, ki prečka Seno v Parizu. Most povezuje postaje podzemne železnice Champs-Elysées - Clemenceau, Alma - Marceau, Invalides in La Tour-Maubourg. To ime nosi zaradi bližine Esplanade des Invalides.

## Zgodovina
Zgodba o tem mostu se je začela leta 1821, ko je inženir Claude Navier zasnoval tehnološko revolucionaren most, ki je prečkal Seno v enem samem razponu brez kakršne koli oporne točke vmes. Predlagani viseči most, katerega gradnja se je začela leta 1824, naj bi bil postavljen nasproti Hôtel des Invalides na mestu sedanjega mostu Pont Alexandre III. Navierju ni uspelo pustiti varnostne rezerve poleg svojih izračunov, pogodba za gradnjo mostu pa je bila nenavadno toga. Potem ko je Navierjev načrt odobrila zasebna naložbena družba, izvajalec ni mogel narediti sprememb brez odobritve in ni bilo dovoljenja za predlaganje izboljšav. Most je postal nevaren po pokanju sidrišč zaradi naravnega posedanja in dodatnega premika po prelomu vodovoda ob opornikih. Most je bilo treba porušiti, Navierja pa je vladni odbor grajal, ker se je preveč zanašal na matematiko. Nenaklonjeno so ga primerjali celo z dosežki (francoskega tekmeca) britanskih graditeljev mostov. Po poravnavi med izvajalcem in investitorji so bile surovine ponovno uporabljene za druge mostove, načrte pa je zagotovil glavni investitor Alain Desjardins, ki so bili na splošno videti kot manj elegantni.
Kot odgovor na pritožbe zagovornikov perspektive na Les Invalides so se javne službe odločile prestaviti gradnjo mostu dolvodno. Zato sta leta 1829 dva inženirja, de Verges in Bayard de la Vingtrie, dokončala konstrukcijo pravega visečega mostu, ki je bil podprt z dvema pilonoma v Seni in tremi portiki, visokimi vsak 20 m. Na žalost so morali zaradi hitro naraščajoče obrabe mostu leta 1850 urediti dostop nanj.
Leta 1854 so most porušili, da bi ga nadomestili z novim pravočasno za prihajajočo Svetovno razstavo (1855) v Parizu. Paul-Martin Gallocher de Lagalisserie in Jules Savarin sta uporabila obstoječe stebre nekdanjega visečega mostu in na novo dodala osrednji steber, da sta na istem mestu zgradila zidan ločni most s štirimi odprtinami. Njegova skupna dolžina je 152 metrov in širina 18 metrov (14 m cestišča in 2 m vsak pločnik). Nov steber so krasile skulpture v dveh alegoričnih temah: Kopenska zmaga Victorja Vilaina gorvodno; Pomorska zmaga Georgesa Diébolta dolvodno, medtem ko so oba stara pomola krasile skulpture vojaških trofej s cesarskim grbom, delo Astyanax-Scévola Bosio.
Kljub temu, da je bil močnejši, se je novi most leta 1878 še vedno posedel med 25 in 30 cm in je pozimi 1880 izgubil dva loka (obnovljen do konca leta). Most je bil od takrat dokaj varen in edina sprememba v 20. stoletju je bila razširitev njegovega pločnika leta 1956.